# Liste der Nummer-eins-Hits in Australien (1975)
Diese Liste enthält alle Nummer-eins-Hits in Australien im Jahr 1975. Grundlage sind die Top 50 der australischen Charts der ARIA. Es gab in diesem Jahr 15 Nummer-eins-Singles und 10 Nummer-eins-Alben.

## Singles
| ← 1974 ← | Liste der Nummer-eins-Hits in Australien | Liste der Nummer-eins-Hits in Australien | Liste der Nummer-eins-Hits in Australien                                                               | 1976 →                    |
| \| Zeitraum \| Wo. ges. \| Interpret \| Titel Autor(en) \| Zusätzliche Informationen \| \| (Zeitraum, Wochen auf Platz eins, Interpret, Titel, Autor[en], zusätzliche Informationen) \| \| \| \| \| \| ----------------------------------------------------------------------------------------- \| -------- \| ------------------- \| ------------------------------------------------------------------------------------------------------ \| ------------------------- \| \| 16. Dezember 1974 – 5. Januar 1975 3 Wochen \| 3 \| Carl Douglas \| Kung Fu Fighting Carl Douglas \| – \| \| 6. Januar 1975 – 26. Januar 1975 3 Wochen \| 3 \| Daryl Braithwaite \| You’re My World Musik: Umberto Bindi; Originaltext: Gino Paoli; englischer Text: Carl Sigman \| – \| \| 27. Januar 1975 – 2. Februar 1975 1 Woche \| 1 \| Billy Swan \| I Can Help Billy Swan \| – \| \| 3. Februar 1975 – 23. Februar 1975 3 Wochen \| 3 \| William Shakespeare \| My Little Angel Harry Vanda, George Young \| – \| \| 24. Februar 1975 – 30. März 1975 5 Wochen \| 5 \| The Carpenters \| Please Mr. Postman Georgia Dobbins, William Garrett, Brian Holland, Robert Bateman, Freddie Gorman \| – \| \| 31. März 1975 – 13. April 1975 2 Wochen \| 2 \| Skyhooks \| Horror Movie Gregory J. Macainsh \| – \| \| 14. April 1975 – 11. Mai 1975 4 Wochen \| 4 \| Bob Hudson \| Newcastle Song Bob Hudson \| – \| \| 12. Mai 1975 – 25. Mai 1975 2 Wochen \| 2 \| Sherbet \| Summer Love Garth Ivan Richard Porter, Clive Richard Shakespeare \| – \| \| 26. Mai 1975 – 20. Juli 1975 8 Wochen \| 8 \| Pilot \| January David T. Paton \| – \| \| 21. Juli 1975 – 27. Juli 1975 1 Woche \| 1 \| Freddy Fender \| Before the Next Teardrop Falls Vivian Keith, Ben Peters \| – \| \| 28. Juli 1975 – 3. August 1975 1 Woche \| 1 \| Bay City Rollers \| Bye Bye Baby Bob Crewe, Bob Gaudio \| – \| \| 4. August 1975 – 14. September 1975 6 Wochen \| 6 \| The Sweet \| Fox on the Run Brian Francis Connolly, Steve Priest, Andrew David Scott, Mick Tucker \| – \| \| 15. September 1975 – 12. Oktober 1975 4 Wochen \| 4 \| Captain & Tennille \| Love Will Keep Us Together Howard Greenfield, Neil Sedaka \| – \| \| 13. Oktober 1975 – 2. November 1975 3 Wochen \| 3 \| ABBA \| I Do, I Do, I Do, I Do, I Do Benny Goran Bror Andersson, Stig Erik Leopold Andersson, Björn K. Ulvaeus \| – \| \| 3. November 1975 – 11. Januar 1976 10 Wochen \| 10 \| ABBA \| Mamma Mia Benny Goran Bror Andersson, Björn K. Ulvaeus \| – \| |                                          |                                          | |                           |
| ← 1974 |                                          |                                          | | → 1976 →                  |
| Zeitraum | Wo. ges.                                 | Interpret                                | Titel Autor(en)                                                                                        | Zusätzliche Informationen |
| (Zeitraum, Wochen auf Platz eins, Interpret, Titel, Autor[en], zusätzliche Informationen) |                                          |                                          | |                           |
| 16. Dezember 1974 – 5. Januar 1975 3 Wochen | 3                                        | Carl Douglas                             | Kung Fu Fighting Carl Douglas                                                                          | –                         |
| 6. Januar 1975 – 26. Januar 1975 3 Wochen | 3                                        | Daryl Braithwaite                        | You’re My World Musik: Umberto Bindi; Originaltext: Gino Paoli; englischer Text: Carl Sigman           | –                         |
| 27. Januar 1975 – 2. Februar 1975 1 Woche | 1                                        | Billy Swan                               | I Can Help Billy Swan                                                                                  | –                         |
| 3. Februar 1975 – 23. Februar 1975 3 Wochen | 3                                        | William Shakespeare                      | My Little Angel Harry Vanda, George Young                                                              | –                         |
| 24. Februar 1975 – 30. März 1975 5 Wochen | 5                                        | The Carpenters                           | Please Mr. Postman Georgia Dobbins, William Garrett, Brian Holland, Robert Bateman, Freddie Gorman     | –                         |
| 31. März 1975 – 13. April 1975 2 Wochen | 2                                        | Skyhooks                                 | Horror Movie Gregory J. Macainsh                                                                       | –                         |
| 14. April 1975 – 11. Mai 1975 4 Wochen | 4                                        | Bob Hudson                               | Newcastle Song Bob Hudson                                                                              | –                         |
| 12. Mai 1975 – 25. Mai 1975 2 Wochen | 2                                        | Sherbet                                  | Summer Love Garth Ivan Richard Porter, Clive Richard Shakespeare                                       | –                         |
| 26. Mai 1975 – 20. Juli 1975 8 Wochen | 8                                        | Pilot                                    | January David T. Paton                                                                                 | –                         |
| 21. Juli 1975 – 27. Juli 1975 1 Woche | 1                                        | Freddy Fender                            | Before the Next Teardrop Falls Vivian Keith, Ben Peters                                                | –                         |
| 28. Juli 1975 – 3. August 1975 1 Woche | 1                                        | Bay City Rollers                         | Bye Bye Baby Bob Crewe, Bob Gaudio                                                                     | –                         |
| 4. August 1975 – 14. September 1975 6 Wochen | 6                                        | The Sweet                                | Fox on the Run Brian Francis Connolly, Steve Priest, Andrew David Scott, Mick Tucker                   | –                         |
| 15. September 1975 – 12. Oktober 1975 4 Wochen | 4                                        | Captain & Tennille                       | Love Will Keep Us Together Howard Greenfield, Neil Sedaka                                              | –                         |
| 13. Oktober 1975 – 2. November 1975 3 Wochen | 3                                        | ABBA                                     | I Do, I Do, I Do, I Do, I Do Benny Goran Bror Andersson, Stig Erik Leopold Andersson, Björn K. Ulvaeus | –                         |
| 3. November 1975 – 11. Januar 1976 10 Wochen | 10                                       | ABBA                                     | Mamma Mia Benny Goran Bror Andersson, Björn K. Ulvaeus                                                 | –                         |

## Alben
| ← 1974 ← | Liste der Nummer-eins-Hits in Australien | Liste der Nummer-eins-Hits in Australien | Liste der Nummer-eins-Hits in Australien    | 1976 →                    |
| \| Zeitraum \| Wo. ges. \| Interpret \| Titel \| Zusätzliche Informationen \| \| (Zeitraum, Wochen auf Platz eins, Interpret, Titel, zusätzliche Informationen) \| \| \| \| \| \| ------------------------------------------------------------------------------ \| -------- \| ------------ \| ------------------------------------------- \| ------------------------- \| \| 2. Dezember 1974 – 19. Januar 1975 7 Wochen \| 7 \| Neil Diamond \| Serenade \| – \| \| 20. Januar 1975 – 23. Februar 1975 5 Wochen \| 5 \| Elton John \| Greatest Hits \| – \| \| 24. Februar 1975 – 15. Juni 1975 16 Wochen \| 16 \| Skyhooks \| Living in the Seventies \| – \| \| 16. Juni 1975 – 20. Juli 1975 5 Wochen \| 5 \| Elton John \| Captain Fantastic and the Brown Dirt Cowboy \| – \| \| 21. Juli 1975 – 5. Oktober 1975 11 Wochen \| 11 \| Skyhooks \| Ego Is Not a Dirty Word \| – \| \| 6. Oktober 1975 – 12. Oktober 1975 1 Woche \| 1 \| Sherbet \| Sherbet’s Greatest Hits \| – \| \| 13. Oktober 1975 – 9. November 1975 4 Wochen \| 4 \| Pink Floyd \| Wish You Were Here \| – \| \| 10. November 1975 – 23. November 1975 2 Wochen \| 2 \| John Denver \| Windsong \| – \| \| 24. November 1975 – 7. Dezember 1975 2 Wochen \| 2 \| Rod Stewart \| Atlantic Crossing \| – \| \| 8. Dezember 1975 – 22. Februar 1976 11 Wochen \| 11 \| ABBA \| ABBA \| – \| |                                          |                                          |                                             |                           |
| ← 1974 |                                          |                                          |                                             | → 1976 →                  |
| Zeitraum | Wo. ges.                                 | Interpret                                | Titel                                       | Zusätzliche Informationen |
| (Zeitraum, Wochen auf Platz eins, Interpret, Titel, zusätzliche Informationen) |                                          |                                          |                                             |                           |
| 2. Dezember 1974 – 19. Januar 1975 7 Wochen | 7                                        | Neil Diamond                             | Serenade                                    | –                         |
| 20. Januar 1975 – 23. Februar 1975 5 Wochen | 5                                        | Elton John                               | Greatest Hits                               | –                         |
| 24. Februar 1975 – 15. Juni 1975 16 Wochen | 16                                       | Skyhooks                                 | Living in the Seventies                     | –                         |
| 16. Juni 1975 – 20. Juli 1975 5 Wochen | 5                                        | Elton John                               | Captain Fantastic and the Brown Dirt Cowboy | –                         |
| 21. Juli 1975 – 5. Oktober 1975 11 Wochen | 11                                       | Skyhooks                                 | Ego Is Not a Dirty Word                     | –                         |
| 6. Oktober 1975 – 12. Oktober 1975 1 Woche | 1                                        | Sherbet                                  | Sherbet’s Greatest Hits                     | –                         |
| 13. Oktober 1975 – 9. November 1975 4 Wochen | 4                                        | Pink Floyd                               | Wish You Were Here                          | –                         |
| 10. November 1975 – 23. November 1975 2 Wochen | 2                                        | John Denver                              | Windsong                                    | –                         |
| 24. November 1975 – 7. Dezember 1975 2 Wochen | 2                                        | Rod Stewart                              | Atlantic Crossing                           | –                         |
| 8. Dezember 1975 – 22. Februar 1976 11 Wochen | 11                                       | ABBA                                     | ABBA                                        | –                         |